# Powiat Kröben
Powiat Kröben (pol. powiat krobski, niem. Kreis Kröben) – pruski powiat leżący w obrębie rejencji poznańskiej Prowincji Poznańskiej Królestwa Prus, ustanowiony na ziemiach I Rzeczypospolitej, które objął zabór pruski. Powiat istniał w latach 1815–1887. Siedzibą landrata była Krobia (niem. Kröben). W latach 1877–1882 landratem powiatu był Arthur von Posadowsky-Wehner. Na terenie zlikwidowanego powiatu Kröben władze pruskie 1 października 1887 roku ustanowiły dwa nowe: Gostyn (gostyński) oraz Rawitsch (rawicki).

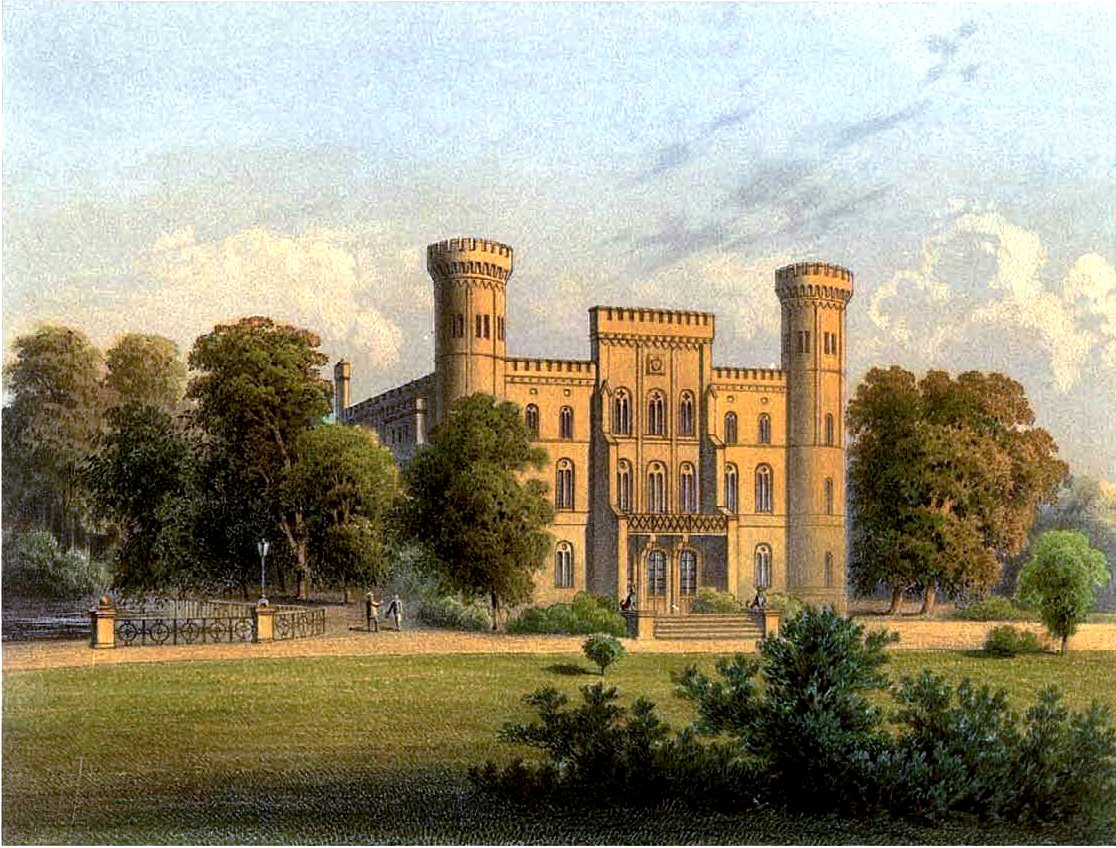
Neogotycki pałac w Rokosowie (XIX-wieczna litografia)

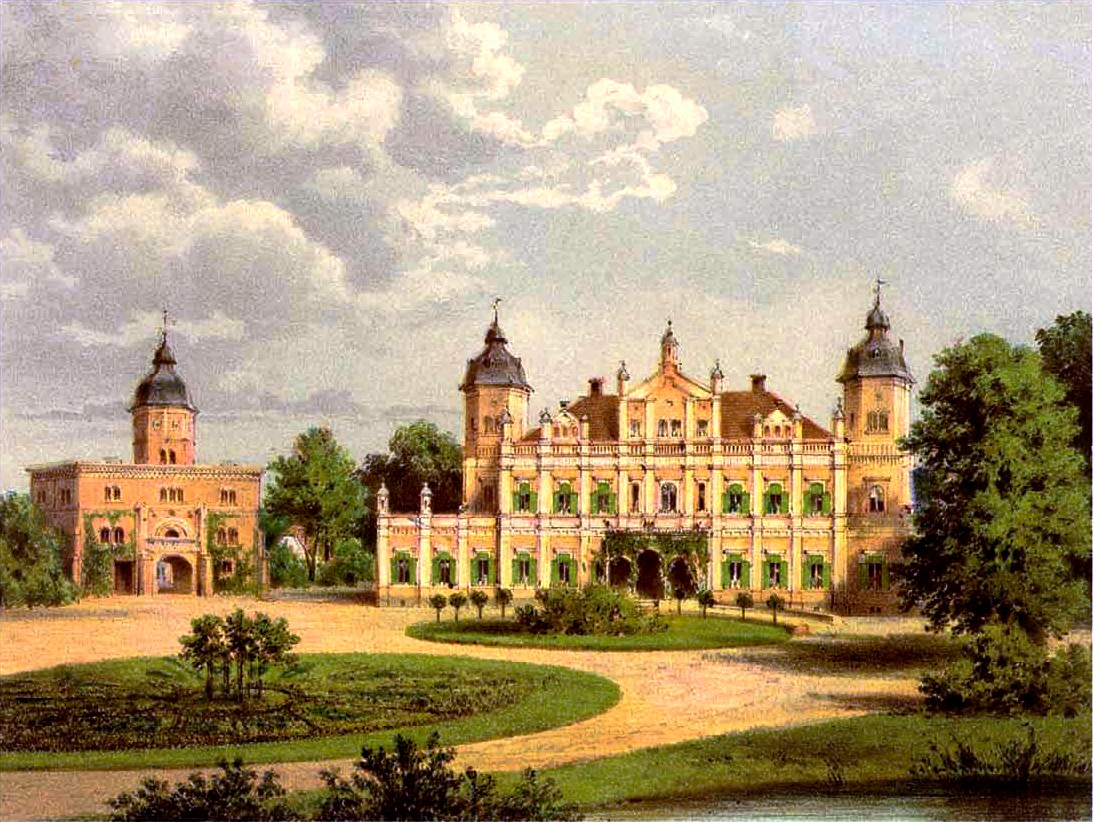
Zamek w Golejewku (ilustracja ze zbiorów Aleksandra Dunckera)

Od północy powiat Kröben graniczył z powiatem Kosten (kościańskim) i Schrimm (śremskim), od wschodu z powiatem Krotoschin (krotoszyńskim), natomiast od południa stykał się z wrocławskim okręgiem regencyjnym. Od zachodu z kolei graniczył z powiatem Fraustadt (wschowskim).

## Okręgi, miasta i wsie
Powiat dzielił się na sześć okręgów policyjnych:
- sarnowski,
- jutroszyński,
- krobski,
- gostyński,
- bojanowski,
- ekonomia Krobia (majątek rządu pruskiego w Berlinie)

W obrębie powiatu znajdowało się 10 miast: (Rawicz, Bojanowo, Gostyń, Jutroszyn – dzisiejszy Jutrosin, Poniec, Sarnowo, Miejska Górka, Krobia, Dubin oraz Piaski) oraz 78 majątków prywatnych i jeden rządowy (odrębna ekonomia Krobia), które łącznie składały się ze 238 wsi i osad (w tym 8 karczm i jeden młyn wodny).

## Ludność i gospodarka
Powiat zamieszkiwało – według spisu urzędowego z roku 1837 – ponad 60,6 tys. osób (w miastach 21,5 tys., na wsi – 39,2 tys.). Głównym zajęciem ludności było rolnictwo i chów bydła. Na obszarze powiatu działało 8 parafii protestanckich i 25 katolickich. Ponadto na terenie powiatu działało 6 synagog (w Rawiczu, Jutrosinie, Gostyniu, Krobi, Dubinie i Piaskach). Leon Plater w swoim dziele „Opisanie historyczno-statystyczne Wielkiego Księstwa Poznańskiego” (1846) wzmiankuje o czterech lasach i czterech rzekach (główne to Obra i Orla, mniejsze znaczenie miały Dąbrożna i Kania). Powiat pozbawiony był jezior. Większymi ciągami komunikacyjnymi w powiecie były dwie drogi: z Rawicza przez Miejską Górkę i Kobylin w kierunku Kalisza oraz Rawicz-Bojanowo-Rydzyna-Leszno. Urząd pocztowy (niem. Postamt) mieścił się w Rawiczu, a w obrębie powiatu działało 5 stacji poczty konnej oraz 3 poczty listowe.